# El vell que llegia novel·les d'amor
El vell que llegia novel·les d'amor (títol original: The Old Man Who Read Love Stories) és una pel·lícula australiana dirigida per Rolf de Heer, estrenada l'any 2001. És l'adaptació de la novel·la del mateix nom de Luis Sepúlveda apareguda l'any 1992. Ha estat doblada al català.

## Argument
Antonio José Bolivar (Richard Dreyfuss), de 60 anys, porta dècades vivint en un recòndit poble de la selva amazònica amb els indis Shuar. Allunyat de tota civilització, un bon dia comença a llegir les novel·les d'amor que dues vegades a l'any li porta el dentista Rubicundo Loachamin (Hugo Weaving).

## Repartiment
- Richard Dreyfuss: Antonio Bolivar
- Timothy Spall: Luis Agalla, l'alcalde
- Hugo Weaving: Rubicondo, el dentista
- Cathy Tyson:
- Victor Bottenbley: Nushino
- Fede Celada: Juan
- Luis Hostalot: Manuel
- Guillermo Toledo: Onecen

## Al voltant de la pel·lícula
Rodatge
El film ha estat totalment rodat a la Guaiana Francesa, sobretot a Dégrad-Edmond al municipi de Roura.
Crítica
"Una agradable i encantadora adaptació de la novel·la (...) centrada en una interpretació atractivament continguda i subtil de Richard Dreyfuss"